# Budești (gmina w okręgu Vâlcea)
Budești – gmina w Rumunii, w okręgu Vâlcea. Obejmuje miejscowości Barza, Bârsești, Bercioiu, Budești, Linia, Piscu Pietrei, Racovița i Ruda. W 2011 roku liczyła 5694 mieszkańców.